# Rezerwat przyrody Pilawski Grąd
Rezerwat przyrody Pilawski Grąd – leśny rezerwat przyrody położony w całości na terenie gminy Piaseczno (województwo mazowieckie), po wschodniej stronie drogi łączącej wieś Orzeszyn z szosą Piaseczno-Góra Kalwaria. Wchodzi w skład Chojnowskiego Parku Krajobrazowego.
Został powołany Zarządzeniem Ministra Leśnictwa i Przemysłu Drzewnego z dnia 4 lipca 1984 r. (M.P. z 1984 r. nr 17, poz. 125) na powierzchni 4,04 ha.
Ochronie poddano zbiorowiska leśne grądu typowego i niskiego urozmaiconego pomnikowymi okazami dębów szypułkowych. Występują tu pojedyncze okazy buka pospolitego, znajdujące się poza jego naturalnym zasięgiem występowania, a także sosny, graby pospolite, robinie akacjowe, brzozy brodawkowate i jesiony wyniosłe. W runie rosną m.in. zawilec gajowy, konwalia majowa, konwalijka dwulistna, szczawik zajęczy, gajowiec żółty, gwiazdnica wielkokwiatowa i kokoryczka wielokwiatowa.